# Anton Grassi

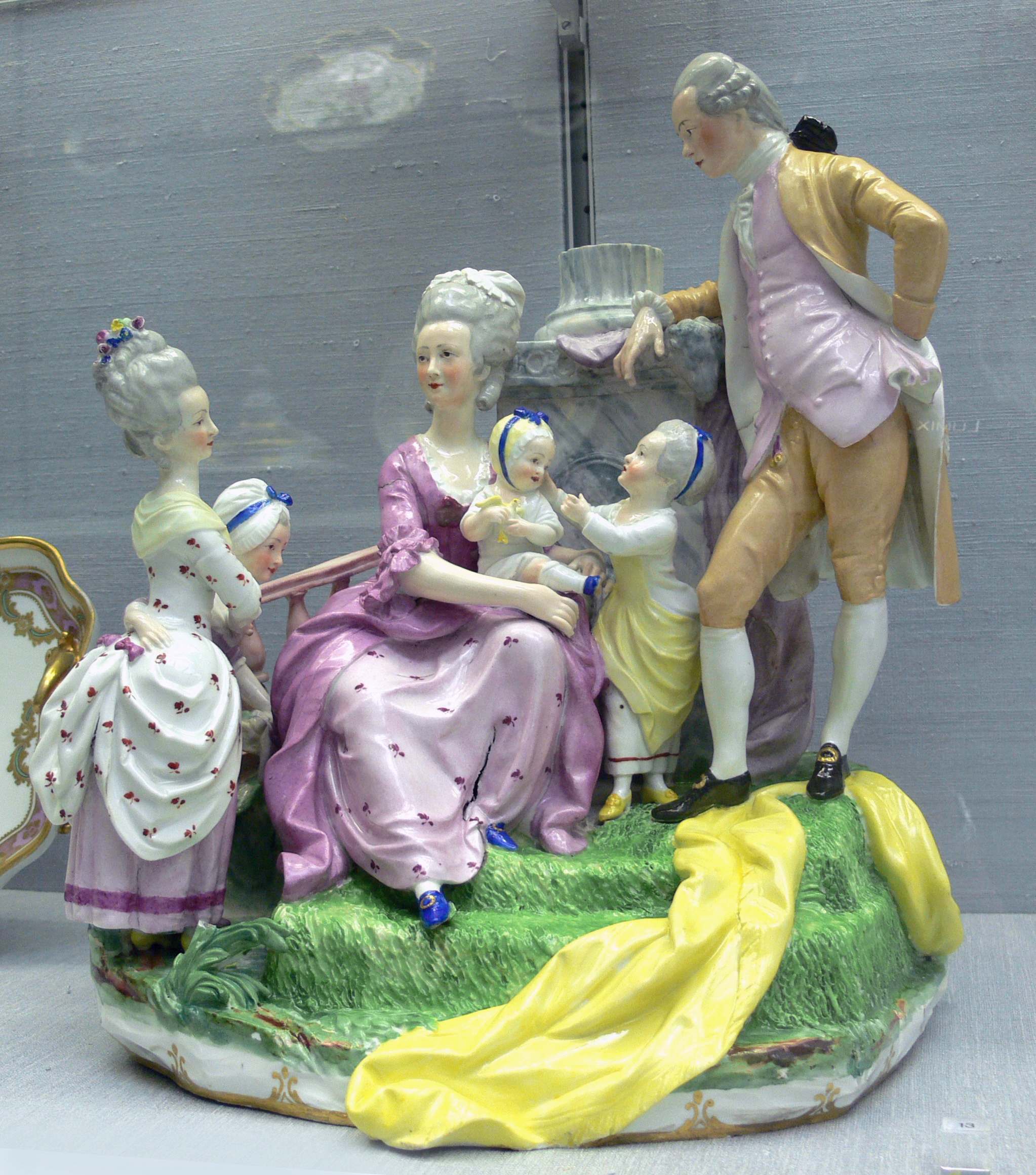
Prozellangruppe „Familie des Erzherzog Leopold“ von Anton Grassi, Wien um 1775–1780 (Kunstgewerbemuseum Berlin)

Anton Mathias Grassi (* 26. Juni 1755 in Wien; † 31. Dezember 1807 ebenda) war ein österreichischer Bildhauer und Porzellanmodellierer.

## Leben
Anton Mathias Grassi wurde als Sohn des Goldschmieds Ottilio Grassi (1723–1791) geboren. Sein jüngerer Bruder war der Maler Josef Mathias Grassi.
1767 trat Grassi der Spezialschule für Bildhauerei an der Manufakturschule der Wiener Akademie bei. Dort entwickelte er unter der Leitung von Franz Xaver Messerschmidt sein besonderes Talent für das Hautrelief. Unter der Leitung des Hofbildhauers Johann Christian Wilhelm Beyer arbeitete er an der Ausgestaltung der Skulpturen im Schlosspark Schönbrunn mit.
Nach dieser Tätigkeit wurde Grassi an die Wiener Porzellanmanufaktur als Modellmeister berufen, wo er bis zu seinem Tod arbeitete. Studienreisen führten ihn unter anderem 1792 nach Rom. Hiermit legte er einen bedeutenden Grundstein für die Entwicklung der Manufaktur. Ab 1794 übernahm er die Leitung der höheren Kunstschulen in der Malerei und die Korrektur in der Historien- und Landschaftsmalerei. Büsten von Kaiser Franz II., Erzherzog Karl, Antonio Canova und Joseph Haydn zählen zu seinen Hauptwerken.
Im Jahr 1894 wurde in Wien-Penzing (14. Bezirk) die Grassigasse nach ihm benannt.

## Werke (Auszug)
- Bildnisbüste Erzherzog Karl als Hoch- und Deutschmeister, um 1803, Bisquitporzellan, 24,5 × 13,8 × 41,5 cm, Heeresgeschichtliches Museum, Wien
- Bildnisbüste Kaiser Joseph II., vor 1807, Bisquitporzellan, 22 × 19 × 11 cm, Heeresgeschichtliches Museum, Wien
- Bacchische Szene, 1781, Biskuitporzellan, 42 × 33 × 28 cm, Belvedere, Wien[3]